# Боровина (Березинський район)
Боровина (біл. вёска Боравіна) — село в складі Березинського району Мінської області, Білорусь. Село підпорядковане Ушанській сільській раді, розташоване в східній частині області.